# 明沙淖乡
明沙淖乡，是中华人民共和国内蒙古自治区包头市土默特右旗下辖的一个乡镇级行政单位。

## 行政区划
明沙淖乡下辖以下地区：
明沙淖村、葫芦头村、东葫芦头村、肖大营村、老凡营村、什六股村、岳家圪旦村、杜四宽村、东五犋牛村、五犋牛尧村、贺成全村、虎羔营村、王海和营村、张丑营村、杨家圪堵村、把栅村、马王庙村、蒙家营村、西坝全村、大城西村、杜四营村、小板申气村、苗六营村、五圣公村、茅庵村、范家地村、田家圪旦村、尹蛇营村、西杨家圪堵村和大城西煤炭产业园区管委会社区。